# Masarac
Masarac är en kommun i Spanien.   Den ligger i provinsen Província de Girona och regionen Katalonien, i den östra delen av landet, 600 km öster om huvudstaden Madrid. Antalet invånare är 293. Arean är 12,6 kvadratkilometer. Masarac gränsar till Sant Climent Sescebes, Mollet de Peralada, Peralada, Cabanes, Pont de Molins, Biure och Capmany. 
Terrängen i Masarac är platt.